# Bürglen (Ägerten)

Bürglen, Pfarrhaus und Kirche, 1823

Bürglen ist eine Siedlung in der Gemeinde Aegerten im Schweizer Kanton Bern und seit dem Frühmittelalter Standort einer Kirche.

## Geschichte
Der am Weg Avenches–Basel gelegene vicus Burgulione wird 817 erstmals erwähnt. Die Kirche wurde auf Überresten eines römischen Festungsbaus errichtet, dessen Fundamente einer etwa 250 m nordwestlich gefundenen Anlage gleichen. 1255 schenkte Graf Rudolf I. von Neuenburg-Nidau den Kirchsatz dem neugegründeten Kloster Gottstatt. Die Pfarrei Bürglen umfasst die Dörfer Aegerten, Brügg, Jens, Merzligen, Schwadernau, Studen und Worben, bis 1482 Nidau, im 16. Jahrhundert kurzzeitig auch Port. Nach einem Erdbeben im Jahre 1621, bei dem der Turm einstürzte, erhielt die Kirche ihre heutige Gestalt. 1832 wurde Bürglen in die politische Gemeinde Aegerten eingemeindet.